# Roope Kakko
Roope Kakko (nascido em 13 de fevereiro de 1982) é um golfista profissional finlandês.
Se tornou profissional em 2004.
Ele representou a Finlândia no jogo por tacadas individual masculino do golfe nos Jogos Olímpicos de Verão de 2016, no Rio de Janeiro, Brasil.